# Palten
Die Palten ist ein gut 37 km langer, südöstlicher und rechter Zufluss der Enns in der Steiermark.
Die Palten entspringt im Paltenkar am Speikkogel (1992 m ü. A.) in den Eisenerzer Alpen direkt oberhalb des Schoberpasses, im Gemeindegebiet Wald. Sie fließt in nordwestlicher Richtung und mündet östlich von Selzthal gegenüber von Pürgschachen, schon im Gemeindegebiet von Admont, in die Enns.
Die Palten durchfließt das Paltental mit seinem Hauptort, der Stadt Rottenmann. Das Tal bildet gemeinsam mit dem östlich des Schoberpasses gelegenen Liesingtal eine gemeinsame Furche in der Obersteiermark zwischen den Seckauer Tauern, den Rottenmanner Tauern und den Eisenerzer Alpen aus. In diesem Talzug, der früher auch gemeinsam Kammertal genannt wurde, verläuft die österreichische Pyhrn Autobahn A 9 und die Rudolfsbahn.
Nennenswerte Nebenflüsse sind unter vielen kleinen Gebirgsbächen und Entwässerungsgräben der Schoberbach, der ca. 4,8 km nach der Quelle der Palten in diese mündet, der Flitzenbach, der bei Gaishorn am See in den Fluss einmündet, der Triebenbach, welcher in Trieben einmündet und der Strechenbach, welcher im Westen der Stadt Rottenmann bei Strechau in die Palten fließt. Die Palten durchfließt auch den aufgestauten Gaishorner See.
Das Gewässer wird zwischen 1090 und 1101 als Palta erstmals schriftlich erwähnt. Der Name stammt vom slawischen Wort *balta für „Sumpf, sumpfiger Wald“ ab.

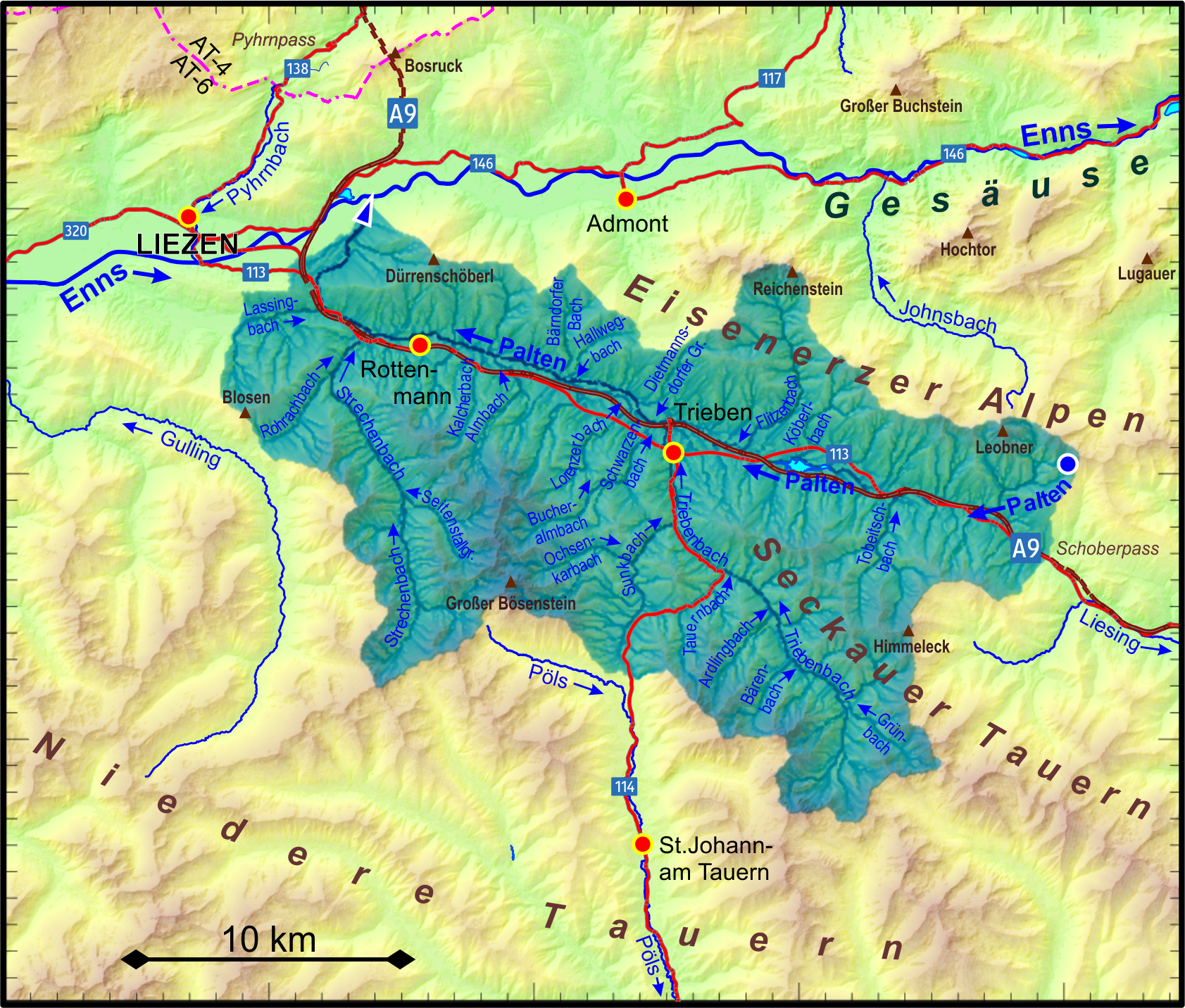
Einzugsgebiet der Palten